# Ото (стихотворение)
Стихотворение «Ото» (в переводе с марийского — «Роща») — первое письменное поэтическое произведение на марийском языке. Написано основоположником марийской литературы Сергеем Чавайном 2 декабря 1905 года. Положило начало зарождению марийской художественной литературы. Переведено на 45 языков мира.

## История создания
Стихотворение написано основоположником марийской литературы Сергеем Чавайном 2 декабря 1905 года (по старому стилю) во время учёбы в Казанской учительской семинарии. 
Опубликовано в 1920 году в одной из первых марийских газет «Йошкар кече» («Красный день»).

## Текст
Ик тымык ото уло мемнан элыште,
Шога тудо ото кугу ер серыште.
Тушто ладыра деч ладыра пушеҥге кушкеш,
Тушто мотор деч мотор саска шочеш,
Тушто, ужар лышташ лоҥгаште, шÿшпык мура,
Тудо ото гыч ерышке яндар памаш йога.
Тушто шудыжат ужаргырак,
Тушто пеледышыжат сылнырак.
Тудо отым мый йöратем,
Тушто пушеҥге руышым мый вурсем.

Есть в нашем крае роща тихая одна,
На берегу большого озера она.
Деревья там раскидистей раскидистых растут,
Цветы прекраснее прекраснейших цветут,
В густой листве там распевают соловьи,
Там к озеру, журча, ручей стремит струи.
Там и трава любой травы свежей,
Там и цветы любых цветов нежней.
Им отдана любовь моя.
Того, кто рощу рубит, проклинаю я.
— перевод А. Казакова

## Тематика
С. Чавайн рисует красоту родного края, любуется солнечным, светлым миром вечной красоты. Зелёная роща в стихотворении С. Чавайна перерастает в аллегорический образ. В своём устном творчестве марийцы сравнивают трудовой народ с рощей.
Как считает известный марийский литературовед К. Васин, стихотворение «Роща» по своему идейному содержанию и художественной образности является произведением романтически одухотворённым, созвучным революционной эпохе. Тогда среди студенческой молодёжи была широко распространена бунтарская песня «Лес рубят — молодой, зелёный, нежный лес». В поэтическом произведении С. Чавайна отразились идеи, образные мысли этой революционной песни. 

## Художественные особенности
По мнению К. Васина, в «Роще» чувствуется также знакомство марийского поэта с произведениями русской поэтической классики. В своей «Автобиографии» С. Чавайн писал:
«Из русских поэтов и писателей мне больше всего пришлись по душе Пушкин, Гоголь, Никитин, Кольцов. Позже полюбил я поэзию Лермонтова. Стихи Кольцова напоминали народные песни. И запала мне в голову мысль: нельзя ли написать на марийском языке стихотворение, похожее на песню».
Всё содержание, образный строй стихотворения «Роща» глубоко проникнуты духом, поэтикой марийских народных песен, заговоров-заклинаний, сказочных зачинов. В марийском фольклоре издавна народ сравнивали с зеленой рощей, раскидисто растущим деревом. Народ в своих поверьях считал, что нельзя рубить, уничтожать молодое дерево, которое может дать начало красивой, тенистой роще, с любовью воспевал тихие, светлые озёра, расположенные среди лесов, весело журчащие в овражках ручьи; лесные цветы стали традиционным образом-символом марийской народной песни.
В стихотворении явственен созданный аллегорический образ рощи как религиозно-культового памятника (священная роща кÿсото) и в то же время памятника природы народа мари (ото).

## Значение
Стихотворение положило начало зарождению художественной литературы на марийском языке.
В 1988 году, к 100-летию со дня рождения основоположника марийской литературы С. Г. Чавайна, переведено на 45 языков мира и издано отдельной книгой в Марийском книжном издательстве в Йошкар-Оле. Среди них – переводы на такие языки как английский, немецкий, французский, финский, венгерский и языки народов СССР: эстонский, литовский, русский, украинский, белорусский, казахский, туркменский, киргизский, молдавский, армянский, азербайджанский, таджикский, грузинский, татарский, башкирский, чувашский, чеченский, аварский, лезгинский, абхазский, якутский, бурятский, калмыцкий и др., а также на финно-угорские языки: мордовский (мокша и эрзя), удмуртский, манси и коми языки.
В разные годы стихотворение переводилось на другие языки Р.-Ц. Эндре, Я. Ругоевым, Т. Децё, Т. Кокла, М. Карчиаускасом, С. Авакян, Б. Везироглу, А. Буачидзе, Н. Айтовым, А. Тачиевым, К. Насрулло, А. Атабаевым, Г. Поповым, С. Зинчуком, Ю. Свирка,  М. Абасилом, А. Джонуа, Т. Тула, Р. Мингалимом, А. Шогенцуковым, С. Руфовым, Р. Шаммасом, Г. Орловым, Ю. Васютовым, Ю. Шесталовым, И. Калинкиным, Г. Ходыревым и другими. Известны переводы стихотворения на русский язык Ф. Дударова (1935), А. Асылбаева (1960), А. Казакова, С. Поделкова и др., при этом наиболее известным и устоявшимся считается перевод А. Казакова. 